# 2088
Năm 2088. Trong lịch Gregory, nó sẽ là năm thứ 2088 của Công nguyên hay của Anno Domini; năm thứ 88 của thiên niên kỷ thứ 3 và của thế kỷ 21; và năm thứ chín của thập niên 2080.